# Cykloundekan
Cykloundekan (C11H22) je organická sloučenina, uhlovodík (konkrétně cykloalkan s jedenácti atomy uhlíku v molekule). Je stabilní, ovšem při zahřátí na dostatečně vysokou teplotu hoří.
Různé varianty cykloundekanu byly navrženy pro použití v konduktorech pro systémy elektronických obvodů.